# Fokker S.I
Il Fokker S.I era un aereo da addestramento sviluppato dall'azienda aeronautica olandese Fokker verso la fine degli anni dieci del XX secolo, e rimasto allo stadio di prototipo.

## Storia del progetto
Poco prima della fine della prima guerra mondiale il progettista della Fokker, ingegnere Reinhold Platz progettò un aereo da addestramento basico che fu designato V.43. Si trattava di un monoplano con ala a parasole, dotato di una cabina di pilotaggio aperta con due posti affiancati per l'allievo pilota e l'istruttore. Il velivolo fu equipaggiato con un propulsore in linea Mercedes-Benz a 6 cilindri della potenza di 75 CV.
Il prototipo andò in volo per la prima volta a Schwerin all'inizio del 1919, nelle mani del pilota collaudatore Adolf Parge, e fu poi trasferito nel nuovo stabilimento di Schiphol, ad Amsterdam, nei Paesi Bassi, al fine di evitarne la confisca da parte degli Alleati. Il velivolo rimase a Schiphol fino a quando non fu distrutto dal pilota collaudatore Emil Meinecke nell'ottobre del 1921 mentre tentava un atterraggio di emergenza.
Anthony Fokker ripropose il velivolo sul mercato dell'esportazione con la sigla S.I, e nonostante le buone caratteristiche dimostrate, vennero costruiti solo tre aerei equipaggiati con propulsore rotativo Le Rhône da 80 hp (60 kW), di cui due furono esportati in Unione Sovietica e un terzo (s/n 68576) negli Stati Uniti d'America. L'United States Army Air Service lo sottopose a valutazione presso la McCook Field Engineering Division. Dotato di motore Curtiss OX-5 da 90 hp (67 kW) fu designato TW-4, ma non ottenne alcun ordine di produzione. L'aereo venne radiato il 5 novembre 1923.

## Utilizzatori
Unione Sovietica
- Sovetskie Voenno-vozdušnye sily

 Stati Uniti
- United States Army Air Service